# Wiaczesław Owczinnikow
Wiaczesław Aleksandrowicz Owczinnikow (ros. Вячесла́в Алекса́ндрович Овчи́нников; ur. 29 maja 1936 w Woroneżu, zm. 4 lutego 2019) – radziecki kompozytor muzyki filmowej.
Pochowany na Cmentarzu Trojekurowskim w Moskwie.

## Wybrana muzyka filmowa
- 1930: Ziemia (wersja z 1971 roku)
- 1960: Mały marzyciel
- 1962: Dziecko wojny
- 1965: Pierwszy nauczyciel
- 1966: Andriej Rublow
- 1967: Wojna i pokój
- 1970: Legenda
- 1975: Oni walczyli za ojczyznę